# Shawn McDonald
Shawn McDonald (Eugene, Oregon, 1977. szeptember 4. –) keresztény (CCM) amerikai zenész, énekes és gitáros.

## Életpályája
Nagyszülei nevelték fel, mert szülei nem törődtek vele. Értetlenül állt szembe környezetével, lázadó lett. Ivott és a kábítószer rabja lett. Miután a törvénnyel is összeütközésbe került, egy Chris nevű fiú és nagyanyja megismertette őt a Szentírással. Shawn megtért. Zenész karrierje 2000-ben kezdődött. Azóta több nagylemezt adott ki. 2005. május 5-én vette feleségül Kate-et, Bethany Dillon keresztény gitáros nővérét. Gyermekük, Cohen Reid, 2007. április 29-én született.

## Diszkográfia

### Albumok
- Simply Nothing (2004)
- Ripen (2006)
- Roots (2008)
- Closer (2011)
- The Analog Sessions (2013)
- Brave (2014)

### EPs
- NapsterLive (2006) - Napster Only
- Connect Sets (2006) - Sony Connect Only
- Free (2006) - iTunes Only

### Independent
- Focal Point (2002)
- Here, There & Everywhere in Between

### Közreműködőként
- "All Creatures Of Our God And King" (Bethany Dillonnal)

from Amazing Grace (Music Inspired by The Motion Picture) (2007)
- "O Holy Night"

from Unexpected Gifts: 12 New Sounds Of Christmas (2006)
- "Salvation (Psalm 71)"

from The Message: Psalms (2005)
- Featured on "Going Home" by Logan Martin (2007)